# Ernst Veenemans
Ernst Willem Veenemans, nizozemski veslač, * 18. marec 1940, Haarlem, Nizozemska, † 2. oktober 2017, Laren, Nizozemska.
Ernst Veenemans, starejši brat nizozemskega veslača Paula Veenemansa, je za Nizozemsko nastopil na Poletnih olimpijskih igrah 1960 v Rimu in na Poletnih olimpijskih igrah 1964 v Tokiu.
Leta 1960 sta bila s partnerjem Stevenom Blaisseom izločena v repesažu dvojcev brez krmarja, na igrah 1964 pa sta v isti disciplini osvojila srebrno medaljo. 